# FLAG
Fabbrica Ligure Automobili Genova (FLAG), con la intención de fabricar coches de lujo un grupo de industriales ligures crean en 1905 una firma en La Spezia pero que pronto se traslada a Génova, la "Fabbrica Ligure Automobili Genova".

## Historia
Los Primeros modelos utilizaban motores de 4 cilindros (16 CV) y 6 cilindros (40 CV) y un modelo deportivo de 6 cilindros (70 CV).
En 1906 Giovanni Battista Raggio vence en el circuito de Brescia con un FLAG 6S/40 dando prestigio a la marca.
Aunque la situación financiera de la compañía era buena, la falta de una dirección técnica y de una buena organización hizo que los dueños de la marca decidieran venderla a la SPA de Turín en 1908.